# Messier 89
Messier 89 (również M89, NGC 4552, PGC 41968, UGC 7760 lub VCC 1632) – galaktyka eliptyczna w gwiazdozbiorze Panny, o jasności 9,8m. Na niebie ma rozmiary 5,1' × 4,7'. Jest członkiem Gromady w Pannie.
Odkrył ją Charles Messier 18 marca 1781 roku.
Jest to galaktyka z aktywnym jądrem klasyfikowana jako Seyfert typu 2 lub LINER. Szacuje się, że zawiera około tysiąca gromad kulistych.